# OS X Mavericks
OS X Mavericks（10.9版本）
是蘋果公司為個人電腦和伺服器作業系統開發的OS X的第10個版本，供所有麥金塔電腦使用。蘋果公司於2013年6月10日的蘋果公司全球軟體開發者年會上發布OS X Mavericks，並於2013年10月22日起讓全球用戶透過Mac App Store免費下載。
這個版本的作業系統非常著重產品電池的續航能力，Finder的增強功能，其他功能包括延續iCloud的整合，以及為用戶把更多iOS的應用程序帶到OS X平台。Mavericks從名字起便標誌著改變，蘋果公司不再依循以往以大型貓科動物來為其OS X作業系統命名之慣例，改以採用美國加州的地理景觀名稱來命名。根據新的命名方向，OS X 10.9的作業系統名稱Mavericks，是來自美國加州的一個衝浪地點。它是Mac OS X最後一個使用擬物風格的作業系統版本，Mac OS X Yosemite之後改為扁平化風格。

## 歷史
OS X Mavericks是蘋果公司於2013年6月10日的全球軟體開發者年會上的主題，它是OS X 10.8 "Mountain Lion"的下一代版本，同日讓蘋果開發者下載預覽版本。正式版則於2013年10月22日的蘋果發布會上宣布正式於應用程式商店中發布，並且即時就能下載使用，不像以往OS X的版本 (但自OS X 10.6在售價下調的情況)，OS X 10.9將免費提供給使用OS X 10.6或以上版本的用戶下載，同日，蘋果公司更為其作業系統和商業軟件iLife提供免費升級服務。
iOS 7、經修訂的MacBook Air、第五代的Time Capsule、第六代的AirPort Extreme，和一款經重新設計的Mac Pro都在這次演講中宣布。

## 系统要求
OS X Mavericks是能夠與支援OS X Mountain Lion所能兼容的麥金塔電腦，包括2GB的內置存儲、8GB的硬盤可用空間，以及需要支援OS X 10.6.8 Snow Leopard或更高的版本的系統。
兼容的電腦型號如下：
- iMac（2007年中期或之後的型號）
- MacBook（2008年後期的铝製機身型號，或2009年早期或之後型號）
- MacBook Pro（2007年中期或之後的型號）
- MacBook Air（2008年後期或之後的型號）
- Mac mini（2009年早期或之後的型號）
- Mac Pro（2008年早期或之後的型號）
- Xserve（2009年早期的伺服器）

### 新增功能及更新
- 改良對多個顯示器的支援：主選列和Dock對每個顯示器都能作出支援；Apple TV可以在外置顯示器中使用[8]。
- Mission Control已經更新，用以在多個顯示器之間組織和切換獨立桌面與工作區[8]。
- Finder的功能增強，包括標纖、分頁瀏覽模式、全螢幕模式[8]。
- 加入新的iBooks應用程式[8]。
- 加入新的地圖應用程式[8][9]。
- 日曆的功能增強[8]。
- Safari的功能改進[8]。
- iCloud鑰匙串的同步[8]。
- 通知中心的改進[8]。
- 一些采用拟物式设计的自带应用，例如界面呈现皮革質料观感的日曆，像書本一樣的通訊錄，都會從用戶介面中移除[10][11]。
- 改善能源、記憶體及應用程式的處理，透過降低中央處理器高達的72%的使用率來提高能源效率[12][13]。
- App Nap，應用程式於背景中執行[12][13]。
- 記憶體壓縮，當最大存儲容量接近飽和時，電腦會從非活動的應用程序數據中將數據自動壓縮[12][13][14]。
- 伺服器訊息區塊的第2版（SMB2）現在是共享文件的默認協議[13]。
- 領英（LinkedIn）分享功能[15]。
- idle技術
- Xcode 5
- OpenGL 4
- 以USB線同步通信錄、電子郵件及其他資料如Safari瀏覽器書籤到iOS系統時可能會被移除，除了以iCloud同步方式使用[16][17]。
- 一些系統提示，如低電量及沒有退出的情況下卸下驅動磁盤，都會在通知中心顯示。
- 公開傳輸API已經被移除[18]。
- Quicktime 10開啟時並不支援很多視頻解碼及轉換成ProRes格式，較舊的視頻解碼不能在預覽中查看[19]。

## 安全問题
自OS X Mavericks推出數星期後，有相當數量的威騰電子硬碟的用戶投訴當他們升級到OS X Mavericks時有數據流失的情況，特別是當硬碟需要連同威騰電子獨有的磁盤管理軟件一同使用。這使威騰電子取下他們的一些應用程式，例如WD硬盤管理器、WD RAID管理器和WD智能軟件，以及發表聲明促請其用戶延遲升級到OS X Mavericks，並暫時停用威騰電子的軟件。WD智能軟件的升級於2013年11月25日推出，據說已解決了問題。
OS X Mavericks的版本10.9.2之前可能無法驗證安全套接層或傳輸層安全證書的簽署，用於TLS 1.1或以下，或SSL 3.0及前向保密性已啓用，這允許中間人攻擊在這方面採取行動，此漏洞已被分配為通用漏洞曝光編號CVE-2014-1266。OS X 10.9.2的修補程序能堵塞這漏洞。。
2014年2月21日，苹果公司发布了一项针对iOS的安全更新。该安全更新解决了Secure Transport不能验证链接真实性的问题。互联网用户在查看开源的相关iOS安全框架代码时，发现引起上述问题的是SSLVerifySignedServerKeyExchange函数中一行多余的“goto fail;”代码，这条代码导致无论对方网站发送的用于验证SSL/TLS连接的密钥是否有效，系统都会继续连接并且不报错。谷歌的安全专家Adam Langley在个人博客上经过分析指出，由于包含问题代码的SecureTransport框架同时应用于iOS和Mavericks系统，Mavericks系统也存在同样的安全漏洞。他还提供了网站，用于证明Mavericks系统自带的Safari浏览器由于这个漏洞，会连接没有正确密钥的网站。
由于这个漏洞的严重性，多家媒体对其进行了报道和分析。但苹果公司并未立即发布安全更新，而只是承诺会“很快”发布。
该漏洞影响Mavericks自带的和第三方的使用SecureTransport框架的各类应用，如Safari，Mail.app，Calendar.app，Facetime和App Store等，如果用户和攻击者位于同一无线或有线网络中，就可能受到中间人攻击。在苹果公司发布安全补丁之前，用户可采取的保护措施包括避免加入不明来源的无线网络，使用不受该漏洞影响的浏览器，确认住家和公司的无线网络使用WPA2或更强健的加密手段，以及使用VPN等。
2月26日，苹果公司发布10.9.2版更新，消除了上述安全漏洞。

## 版本
| 版本   | 版本号（Build）   | 发布日期       | uname       | 相關資訊                                                      | 獨立下載 |
| ------ | ------------ | -------------- | ----------- | ------------------------------------------------------------- | --- |
| 10.9   | 13A603 (GM2) | 2013年10月22日 | Darwin 13.0 | Mac App Store 原始版本                                        | |
| 10.9.1 | 13B42        | 2013年12月16日 | Darwin 13.0 | About the OS X Mavericks v10.9.1 Update（页面存档备份，存于） | OS X Mavericks 10.9.1 Individual update（页面存档备份，存于）                                                          |
| 10.9.2 | 13C64        | 2014年2月25日  | Darwin 13.1 | About the OS X Mavericks v10.9.2 Update（页面存档备份，存于） | OS X Mavericks 10.9.2 Individual update（页面存档备份，存于） OS X Mavericks 10.9.2 Combo update（页面存档备份，存于） |
| 10.9.3 | 13D65        | 2014年5月15日  | Darwin 13.2 | About the OS X Mavericks v10.9.3 Update（页面存档备份，存于） | |
| 10.9.4 | 13E28        | 2014年6月30日  | Darwin 13.3 | About the OS X Mavericks v10.9.4 Update（页面存档备份，存于） | OS X Mavericks 10.9.4 Update（页面存档备份，存于） OS X Mavericks 10.9.4 Update (Combo)（页面存档备份，存于）          |
| 10.9.5 | 13F34        | 2014年9月17日  | Darwin 13.4 | About the OS X Mavericks v10.9.5 Update（页面存档备份，存于） | OS X Mavericks 10.9.5 Individual update（页面存档备份，存于） OS X Mavericks 10.9.5 Combo update（页面存档备份，存于） |
| 10.9.5 | 13F1066      | 2015年3月9日   | Darwin 13.4 | About the OS X Mavericks v10.9.5 Update（页面存档备份，存于） | Security Update 2015-002 Mavericks（页面存档备份，存于）                                                               |
| 10.9.5 | 13F1077      | 2015年4月8日   | Darwin 13.4 | About the OS X Mavericks v10.9.5 Update（页面存档备份，存于） | Security Update 2015-004 Mavericks（页面存档备份，存于）                                                               |